# Diploglossus atitlanensis
Espèce
Synonymes
- Celestus atitlanensis Smith, 1950

Diploglossus atitlanensis est une espèce de sauriens de la famille des Diploglossidae.

## Répartition
Cette espèce se rencontre entre 700 et 1 650 m d'altitude :
- au Chiapas au Mexique ;
- au Nicaragua ;
- au Guatemala ;
- au Salvador.

## Étymologie
Son nom d'espèce, composé de atitlan et du suffixe latin -ensis, « qui vit dans, qui habite », lui a été donné en référence au lieu de sa découverte, le volcan Atitlán.

## Publication originale
- Smith & Taylor, 1950 : An annotated checklist and key to the reptiles of Mexico exclusive of the snakes. Bulletin of the United States National Museum, no 199, p. 1-253 (texte intégral).